# Dekanat kaszyrski
Dekanat kaszyrski – jeden z 48 dekanatów eparchii moskiewskiej obwodowej Rosyjskiego Kościoła Prawosławnego. Obejmuje cerkwie położone w rejonie kaszyrskim obwodu moskiewskiego. Funkcjonuje w nim dziewięć cerkwi parafialnych miejskich, szesnaście cerkwi parafialnych wiejskich, cerkiew filialna i trzy kaplice.
Funkcję dziekana pełni ks. Walerij Soskowiec.

## Cerkwie w dekanacie[1]
- Cerkiew Objawienia Pańskiego w Baskaczach
- Cerkiew Trójcy Świętej w Woslinkach
- Cerkiew Narodzenia Matki Bożej w Zawalu
- Cerkiew Opieki Matki Bożej w Zawalu-2
- Cerkiew Świętego Ducha w Ziendikowie
- Cerkiew św. Michała Archanioła w Złobinie
- Sobór Zaśnięcia Matki Bożej w Kaszyrze

Kaplica św. Sergiusza z Radoneża w Kaszyrze
- Cerkiew Świętych Piotra i Febronii w Kaszyrze

Kaplica św. Mikołaja w Kaszyrze
Kaplica Świętych Dzieci Zabitych przez Heroda w Betlejem w Kaszyrze
- Cerkiew Świętych Flora i Laura w Kaszyrze
- Sobór Wprowadzenia Matki Bożej do Świątyni w Kaszyrze
- Sobór Przemienienia Pańskiego w Kaszyrze
- Cerkiew św. Nikity w Kaszyrze
- Cerkiew Wniebowstąpienia Pańskiego w Kaszyrze

Cerkiew św. Mikołaja z Miry w Kaszyrze
- Cerkiew św. Mikołaja w Kaszyrze
- Cerkiew Objawienia Pańskiego w Kokinie
- Cerkiew Narodzenia Matki Bożej w Kołtowie
- Cerkiew św. Aleksandra Newskiego w Ledowie
- Cerkiew św. Tatiany Rzymianki w Nowosiołkach
- Cerkiew Świętych Wiery, Nadziei, Luby i matki ich Zofii w Ożerielju
- Cerkiew św. Mikołaja w Połudjakowie
- Cerkiew Kazańskiej Ikony Matki Bożej w Rastowcach
- Cerkiew Wniebowstąpienia Pańskiego w Runowie
- Cerkiew Przemienienia Pańskiego w Spasie-Dietczynie
- Cerkiew Przemienienia Pańskiego w Starodubie
- Cerkiew Kazańskiej Ikony Matki Bożej w Taraskowie